# Los últimos de Filipinas (película)
Los últimos de Filipinas es una película española dirigida por Antonio Román y estrenada en 1945. Describe de forma dramatizada el sitio de Baler.
La historia parte de un guion radiofónico de Enrique Llovet y de otro de Enrique Alfonso Barcones y Rafael Sánchez Campoy.
En el filme destacan las interpretaciones de Fernando Rey y Tony Leblanc. Nani Fernández hizo famosa la canción Yo te diré (habanera o bolero, según las fuentes).
La película fue rodada casi exclusivamente en Málaga: en el Jardín Botánico La Concepción y en una cala cercana a Maro, Nerja.

## Sinopsis
Se narra la resistencia de la guarnición española de la aldea costera de Baler, en Luzón. En el verano de 1898, el capitán Enrique de las Morenas y Fossi y una cincuentena de soldados quedan sitiados por los insurrectos en la iglesia de Baler. El sitio dura casi un año, hasta meses después del Tratado de París, cuando las Filipinas dejaron de ser territorio español y se puso punto final a cuatrocientos años de historia del Imperio español.

## Premios
Primera edición de las Medallas del Círculo de Escritores Cinematográficos
| Categoría             | Nominados      | Resultado |
| --------------------- | -------------- | --------- |
| Mejor película        | Mejor película | Ganadora  |
| Mejor director        | Antonio Román  | Ganador   |
| Mejor actor principal | Armando Calvo  | Ganador   |